# Ranko Veselinović
Ranko Veselinović (in serbo Ранко Веселиновић?; Novi Sad, 24 marzo 1999) è un calciatore serbo, difensore dei Vancouver Whitecaps.

## Carriera

### Club
Il 16 settembre 2017 fa il suo debutto nella massima serie serba con la maglia del Vojvodina.
Il 9 febbraio 2020 passa in prestito con diritto di riscatto al Vancouver Whitecaps.
Il 19 ottobre seguente viene confermato dalla squadra canadese firmando un contratto valido fino al 2023.

## Statistiche

### Presenze e reti nei club
Statistiche aggiornate al 13 aprile 2025.
| Stagione                   | Squadra                    | Campionato                 | Campionato | Campionato | Coppe nazionali | Coppe nazionali | Coppe nazionali | Coppe continentali | Coppe continentali | Coppe continentali | Altre coppe | Altre coppe | Altre coppe | Totale | Totale |
| Stagione                   | Squadra                    | Comp                       | Pres       | Reti       | Comp            | Pres            | Reti            | Comp               | Pres               | Reti               | Comp        | Pres        | Reti        | Pres   | Reti   |
| -------------------------- | -------------------------- | -------------------------- | ---------- | ---------- | --------------- | --------------- | --------------- | ------------------ | ------------------ | ------------------ | ----------- | ----------- | ----------- | ------ | ------ |
| 2017-2018                  | Vojvodina                  | SL                         | 21         | 0          | CS              | 2               | 0               | -                  | -                  | -                  | -           | -           | -           | 23     | 0      |
| 2018-2019                  | Vojvodina                  | SL                         | 19         | 0          | CS              | 2               | 0               | -                  | -                  | -                  | -           | -           | -           | 21     | 0      |
| 2019-feb. 2020             | Vojvodina                  | SL                         | 19         | 1          | CS              | 1               | 0               | -                  | -                  | -                  | -           | -           | -           | 20     | 1      |
| Totale Vojvodina           | Totale Vojvodina           | Totale Vojvodina           | 59         | 1          |                 | 5               | 0               |                    | -                  | -                  |             | -           | -           | 64     | 1      |
| 2020                       | Vancouver Whitecaps        | MLS                        | 15         | 0          | CC              | 0               | 0               | -                  | -                  | -                  | MiB         | 4           | 0           | 19     | 0      |
| 2021                       | Vancouver Whitecaps        | MLS                        | 27         | 1          | CC              | 1               | 0               | -                  | -                  | -                  | -           | -           | -           | 28     | 1      |
| 2022                       | Vancouver Whitecaps        | MLS                        | 31         | 1          | CC              | 3               | 0               | -                  | -                  | -                  | -           | -           | -           | 34     | 1      |
| 2023                       | Vancouver Whitecaps        | MLS                        | 32+2       | 2          | CC              | 2               | 0               | CCL                | 3                  | 0                  | LC          | 3           | 0           | 42     | 2      |
| 2024                       | Vancouver Whitecaps        | MLS                        | 32+4       | 2          | CC              | 5               | 0               | CCC                | 2                  | 0                  | LC          | 2           | 1           | 45     | 3      |
| 2025                       | Vancouver Whitecaps        | MLS                        | 8          | 0          | CC              | 0               | 0               | CCC                | 6                  | 0                  | -           | -           | -           | 14     | 0      |
| Totale Vancouver Whitecaps | Totale Vancouver Whitecaps | Totale Vancouver Whitecaps | 145+6      | 6          |                 | 11              | 0               |                    | 11                 | 0                  |             | 9           | 1           | 182    | 7      |
| Totale carriera            | Totale carriera            | Totale carriera            | 210        | 7          |                 | 16              | 0               |                    | 11                 | 0                  |             | 9           | 1           | 246    | 8      |

### Cronologia presenze e reti in nazionale
| Cronologia completa delle presenze e delle reti in nazionale ― Serbia | Cronologia completa delle presenze e delle reti in nazionale ― Serbia | Cronologia completa delle presenze e delle reti in nazionale ― Serbia | Cronologia completa delle presenze e delle reti in nazionale ― Serbia | Cronologia completa delle presenze e delle reti in nazionale ― Serbia | Cronologia completa delle presenze e delle reti in nazionale ― Serbia | Cronologia completa delle presenze e delle reti in nazionale ― Serbia | Cronologia completa delle presenze e delle reti in nazionale ― Serbia |
| Data                                                                  | Città                                                                 | In casa                                                               | Risultato                                                             | Ospiti                                                                | Competizione                                                          | Reti                                                                  | Note                                                                  |
| --------------------------------------------------------------------- | --------------------------------------------------------------------- | --------------------------------------------------------------------- | --------------------------------------------------------------------- | --------------------------------------------------------------------- | --------------------------------------------------------------------- | --------------------------------------------------------------------- | --------------------------------------------------------------------- |
| 26-1-2021                                                             | Santo Domingo                                                         | Rep. Dominicana                                                       | 0 – 0                                                                 | Serbia                                                                | Amichevole                                                            | -                                                                     | 38’                                                                   |
| 26-1-2023                                                             | Los Angeles                                                           | Stati Uniti                                                           | 1 – 2                                                                 | Serbia                                                                | Amichevole                                                            | -                                                                     |                                                                       |
| Totale                                                                |                                                                       | Presenze                                                              | 2                                                                     |                                                                       | Reti                                                                  | 0                                                                     |                                                                       |

## Palmarès

### Club

#### Competizioni nazionali
- Canadian Championship: 3

Vancouver Whitecaps: 2022, 2023, 2024